# Tamás Lőrincz
Tamás Lőrincz (Cegléd, 20 dicembre 1986) è un ex lottatore ungherese specializzato nella lotta greco-romana, campione olimpico a Tokyo 2020.

## Biografia
È il fratello maggiore di Viktor Lőrincz, anche lui lottatore olimpionico.
Si è ritirato dalle competizioni agonistiche all'età di trentacinque anni al termine del 2021.

## Palmarès

### Competizioni internazionali
| Anno | Manifestazione  | Sede       | Evento | Risultato | Note |
| ---- | --------------- | ---------- | ------ | --------- | ---- |
| 2006 | Europei         | Mosca      | 66 kg  | Oro       |      |
| 2010 | Europei         | Baku       | 66 kg  | Bronzo    |      |
| 2011 | Europei         | Dortmund   | 66 kg  | Argento   |      |
| 2012 | Giochi olimpici | Londra     | 66 kg  | Argento   |      |
| 2013 | Europei         | Tbilisi    | 66 kg  | Oro       |      |
| 2014 | Mondiali        | Tashkent   | 66 kg  | Bronzo    |      |
| 2014 | Europei         | Vantaa     | 71 kg  | Oro       |      |
| 2017 | Mondiali        | Parigi     | 75 kg  | Argento   |      |
| 2017 | Europei         | Novi Sad   | 75 kg  | Bronzo    |      |
| 2018 | Mondiali        | Budapest   | 77 kg  | Argento   |      |
| 2018 | Europei         | Kaspijsk   | 77 kg  | Bronzo    |      |
| 2019 | Giochi europei  | Minsk      | 77 kg  | Bronzo    |      |
| 2019 | Mondiali        | Nur-Sultan | 77 kg  | Oro       |      |
| 2021 | Europei         | Varsavia   | 77 kg  | Oro       |      |
| 2021 | Giochi olimpici | Tokyo      | 77 kg  | Oro       |      |